# Daraa (nahija)
Nahija Daraa (ar. ناحية درعا) je nahija u okrugu Daraa, u sirijskoj pokrajini Daraa. Po popisu iz 2004. (prije rata), nahija je imala 146.481 stanovnika. Administrativno sjedište je u naselju Daraa.